# Équipe de France de football en 2014
Maillots
Actualités
L'équipe de France de football participe en 2014, à la coupe du monde 2014 et à plusieurs matches amicaux.

## Déroulement de la saison

### Objectifs
Qualifiée in-extremis lors du barrage retour face à l'Ukraine, la Coupe du monde 2014 au Brésil est le grand objectif de la saison pour la bande à Didier Deschamps. Président de la FFF, Noël Le Graët ne fixe pas d'objectifs précis pour la compétition alors que le sélectionneur Didier Deschamps a lui pour objectif de gagner le premier match et de sortir premier de la poule. L'objectif global reste néanmoins de faire oublier la Coupe du monde 2010 en Afrique du Sud et de poursuivre la réconciliation entre le public Français et son équipe en surfant sur la spectaculaire qualification des Bleus.

### Résumé de la saison
La saison de l'Équipe de France débute le 5 mars par un match amical face aux Pays-Bas. Pour ce match, Didier Deschamps décide de se passer de Samir Nasri et d'Éric Abidal alors qu'il convoque pour la première fois Antoine Griezmann et Lucas Digne. Les Bleus s'imposeront 2 buts à 0 au Stade de France.
Le 13 mai 2014, Didier Deschamps dévoile sa liste des joueurs retenus pour la Coupe du monde au Brésil au journal de 20 heures sur TF1. Avec une formule de 23 joueurs + 7 réservistes, la liste ne comporte pas de surprises et mise sur la continuité des matchs face à l'Ukraine et aux Pays-Bas selon la presse. Toutefois, deux absences retiennent l'attention des médias, tout d'abord celle de Samir Nasri (41 sélections), pourtant sacré champion d'Angleterre quelques jours plus tôt, et celle d'Éric Abidal (67 sélections), ce dernier déclarant dans la foulée mettre un terme à sa carrière internationale.
Le 18 mai, le gardien marseillais Steve Mandanda, victime d'une fissure stable de la première vertèbre cervicale lors de la 38e journée de Ligue 1, déclare forfait pour le Mondial et est remplacé dans la foulée par Stéphane Ruffier. Clément Grenier (problème aux adducteurs) et Franck Ribéry (lombalgie) devront eux aussi déclarés forfait debut juin pour la Coupe du monde. Ils sont remplacés par Morgan Schneiderlin et Rémy Cabella.
Pour préparer la Coupe du monde, les Bleus disputent trois matches amicaux de préparation. Le premier est disputé le 27 mai 2014 au Stade de France contre l'équipe nationale norvégienne. Privés de leur colonne vertébrale, Lloris, Varane, Ribéry et Benzema, les Bleus marquent dès la première mi-temps par Paul Pogba. Au retour des vestiaires, tandis que la Norvège laisse de plus en plus d'espaces, l'équipe de France enchaîne les buts avec un doublé d'Olivier Giroud et une réalisation de Loïc Rémy. Les Bleus s'imposeront 4 buts à 0. Le 1er juin 2014, l'équipe de France se déplace à l'Allianz Riviera de Nice pour son deuxième match de préparation face au Paraguay et fait match nul 1-1 . Enfin, le 8 juin 2014, l'équipe de France se déplace au Stade Pierre-Mauroy de Villeneuve-d'Ascq pour son troisième match de préparation face à la Jamaïque et s'impose sur le score de 8 buts à 0.
Le 15 juin 2014 marque l'entrée des Bleus dans la Coupe du monde avec un match face au Honduras. Après une cérémonie des hymnes annulées pour cause de problème de son, les Bleus entament parfaitement la Coupe du monde en s'imposant 3 buts à 0 face à des Honduriens réduits à 10 dès la 43e minute. Ce match est notamment marqué par la première utilisation de la Goal Line Technology en Coupe du monde sur le deuxième but des Bleus.
Le 20 juin 2014, les Bleus affrontent la Suisse lors du deuxième match, offrent un spectacle de toute beauté en s'imposant sur le score de 5 buts à 2 (3-0 à la mi-temps) et font un grand pas vers la qualification en huitièmes de finale.
Le dernier match de poule voit les Bleus affronter l'Équateur . Au terme d'un match plutôt terne, les Bleus se contentent d'un match nul 0-0 qui les qualifient pour les huitièmes de finale. Avec deux victoires et un match nul, l'équipe de France termine première de son groupe (7 points) devant la Suisse (6 points), l’Équateur (4 points) et enfin le Honduras (0 point) et affrontera le Nigeria en huitièmes de finale.
Favoris de leur huitième de finale disputé le 30 juin 2014 face au Nigeria, les Bleus attendront la toute fin de match pour s'imposer 2 buts à 0 (buts de Pogba et Yobo contre son camp) et se qualifier pour les quarts de finale où ils affronteront l'Allemagne.
Revanche des demi-finales 1982 et 1986, ce match face à l'Allemagne disputé au stade Maracanã le 4 juillet 2014 voit l'élimination et la défaite 1-0 des Bleus par les futurs champions du monde sur un but de Hummels à la 13e minute du match.
Le bilan de cette Coupe du monde reste néanmoins positif et aura permis de poursuivre la réconciliation entre l'équipe de France et ses supporters. Au niveau des joueurs, il aura vu l'émergence de nouveaux leaders tels que Raphael Varane, Paul Pogba ou Blaise Matuidi et la confirmation de joueurs comme Mathieu Valbuena, Karim Benzema ou Hugo Lloris.
Qualifiée directement pour le prochain Euro disputé en France, les Bleus font leur rentrée le 4 septembre au Stade de France face à l'Espagne et s'impose 1 but à 0 grâce à Loïc Rémy. Ils poursuivent leur série de matches amicaux en Serbie (1-1), au Stade de France face au Portugal de Cristiano Ronaldo (victoire 2 buts à 1), en Arménie (victoire 3-0), face à l'Albanie à Rennes (1-1) et face à la Suède (1-0, premier but international de Varane) au Stade Vélodrome à Marseille.

### Évolution du coefficient FIFA
Le tableau ci-dessous présente les coefficients mensuels de l'équipe de France publiés par la FIFA durant l'année 2014.
| Mois | janv. | fév. | mars | avril | mai | juin | juil. | août | sept. | oct. | nov. | déc. |
| Rang | 20    | 18   | 17   | 16    | 16  | 17   | 10    | 10   | 9     | 7    | 7    | 7    |

## Matchs
| Date             | Stade, Ville, Pays                                  | Adversaire | Score | Compétition                       |
| 5 mars 2014      | Stade de France Saint-Denis, France                 | Pays-Bas   | 2-0   | A                                 |
| 27 mai 2014      | Stade de France Saint-Denis, France                 | Norvège    | 4-0   | A                                 |
| 1er juin 2014    | Allianz Riviera Nice, France                        | Paraguay   | 1-1   | A                                 |
| 8 juin 2014      | Stade Pierre-Mauroy Villeneuve-d'Ascq, France       | Jamaïque   | 8-0   | A                                 |
| 15 juin 2014     | Stade José-Pinheiro-Borda Porto Alegre, Brésil      | Honduras   | 3-0   | Mondial 2014 (1er tour)           |
| 20 juin 2014     | Itaipava Arena Fonte Nova Salvador de Bahia, Brésil | Suisse     | 5-2   | Mondial 2014 (1er tour)           |
| 25 juin 2014     | Stade Maracanã Rio de Janeiro, Brésil               | Équateur   | 0-0   | Mondial 2014 (1er tour)           |
| 30 juin 2014     | Stade National Brasilia, Brésil                     | Nigeria    | 2-0   | Mondial 2014 (Huitième de finale) |
| 4 juillet 2014   | Stade Maracanã Rio de Janeiro, Brésil               | Allemagne  | 0-1   | Mondial 2014 (Quarts de finale)   |
| 4 septembre 2014 | Stade de France Saint-Denis, France                 | Espagne    | 1-0   | A                                 |
| 7 septembre 2014 | Stade du Partizan Belgrade, Serbie                  | Serbie     | 1-1   | A                                 |
| 11 octobre 2014  | Stade de France Saint-Denis, France                 | Portugal   | 2-1   | A                                 |
| 14 octobre 2014  | Stade Hrazdan Erevan, Arménie                       | Arménie    | 0-3   | A                                 |
| 14 novembre 2014 | Stade de la Route de Lorient Rennes, France         | Albanie    | 1-1   | A                                 |
| 18 novembre 2014 | Stade Vélodrome Marseille, France                   | Suède      | 1-0   | A                                 |

## Bilan en cours
| Rang | Équipe | Pts | J  | G  | N | P | Bp | Bc | Diff |
| ---- | ------ | --- | -- | -- | - | - | -- | -- | ---- |
| #    | France | 34  | 15 | 10 | 4 | 1 | 34 | 7  | +27  |

## Statistiques

### Résultats détaillés
| Match amical                                      | France                    | 2 – 0   | Pays-Bas | Stade de France Saint-Denis, France              |                                                  |
| 5 mars 2014 · 21 h 00 · Historique des rencontres | Benzema 32e · Matuidi 41e | (2 – 0) |          | Spectateurs : 80 000 Arbitrage : Martin Atkinson | Spectateurs : 80 000 Arbitrage : Martin Atkinson |
| 5 mars 2014 · 21 h 00 · Historique des rencontres | Rapport                   |         |          | Spectateurs : 80 000 Arbitrage : Martin Atkinson | Spectateurs : 80 000 Arbitrage : Martin Atkinson |

| Match amical                                      | France                                | 4 – 0   | Norvège | Stade de France Saint-Denis, France              |                                                  |
| 27 mai 2014 · 21 h 00 · Historique des rencontres | Pogba 15e · Giroud 51e 69e · Rémy 67e | (1 – 0) |         | Spectateurs : 75 000 Arbitrage : Padraigh Sutton | Spectateurs : 75 000 Arbitrage : Padraigh Sutton |
| 27 mai 2014 · 21 h 00 · Historique des rencontres | Rapport                               |         |         | Spectateurs : 75 000 Arbitrage : Padraigh Sutton | Spectateurs : 75 000 Arbitrage : Padraigh Sutton |

| Match amical                                        | France        | 1 – 1   | Paraguay    | Allianz Riviera Nice, France                       |                                                    |
| 1er juin 2014 · 21 h 00 · Historique des rencontres | Griezmann 82e | (0 – 0) | 89e Caceres | Spectateurs : 35 200 Arbitrage : Carlos Clos Gómez | Spectateurs : 35 200 Arbitrage : Carlos Clos Gómez |
| 1er juin 2014 · 21 h 00 · Historique des rencontres | Rapport       |         |             | Spectateurs : 35 200 Arbitrage : Carlos Clos Gómez | Spectateurs : 35 200 Arbitrage : Carlos Clos Gómez |

| Match amical                                      | France                                                                             | 8 – 0   | Jamaïque | Stade Pierre-Mauroy Villeneuve-d'Ascq, France |                                               |
| 8 juin 2014 · 21 h 00 · Historique des rencontres | Cabaye 17e · Matuidi 20e, 66e · Benzema 38e, 63e · Giroud 53e · Griezmann 77e, 89e | (3 – 0) |          | Spectateurs : 49 626 Arbitrage : Felix Zwayer | Spectateurs : 49 626 Arbitrage : Felix Zwayer |
| 8 juin 2014 · 21 h 00 · Historique des rencontres | Rapport                                                                            |         |          | Spectateurs : 49 626 Arbitrage : Felix Zwayer | Spectateurs : 49 626 Arbitrage : Felix Zwayer |

| Coupe du monde 2014 - Phase de poules              | France                                                  | 3 – 0   | Honduras | Estádio Beira-Rio Porto Alegre, Brésil        |                                               |
| 15 juin 2014 · 21 h 00 · Historique des rencontres | Benzema 45e (pen.) · Valladares 48e (csc) · Benzema 72e | (1 – 0) |          | Spectateurs : 43 012 Arbitrage : Sandro Ricci | Spectateurs : 43 012 Arbitrage : Sandro Ricci |
| 15 juin 2014 · 21 h 00 · Historique des rencontres | Rapport                                                 |         |          | Spectateurs : 43 012 Arbitrage : Sandro Ricci | Spectateurs : 43 012 Arbitrage : Sandro Ricci |

| Coupe du monde 2014 - Phase de poules              | Suisse                   | 2 – 5   | France                                                              | Arena Fonte Nova Salvador, Brésil              |                                                |
| 20 juin 2014 · 21 h 00 · Historique des rencontres | Džemaili 81e · Xhaka 87e | (0 – 3) | 17e Giroud · 18e Matuidi · 40e Valbuena · 67e Benzema · 73e Sissoko | Spectateurs : 51 003 Arbitrage : Björn Kuipers | Spectateurs : 51 003 Arbitrage : Björn Kuipers |
| 20 juin 2014 · 21 h 00 · Historique des rencontres | Rapport                  |         |                                                                     | Spectateurs : 51 003 Arbitrage : Björn Kuipers | Spectateurs : 51 003 Arbitrage : Björn Kuipers |

| Coupe du monde 2014 - Phase de poules              | Équateur | 0 – 0   | France | Stade Maracanã Rio de Janeiro, Brésil                   |                                                         |
| 25 juin 2014 · 22 h 00 · Historique des rencontres |          | (0 – 0) |        | Spectateurs : 73 749 Arbitrage : Noumandiez Désiré Doué | Spectateurs : 73 749 Arbitrage : Noumandiez Désiré Doué |
| 25 juin 2014 · 22 h 00 · Historique des rencontres | Rapport  |         |        | Spectateurs : 73 749 Arbitrage : Noumandiez Désiré Doué | Spectateurs : 73 749 Arbitrage : Noumandiez Désiré Doué |

| Coupe du monde 2014 - Huitième de finale           | France                       | 2 – 0   | Nigeria | Stade National Brasilia, Brésil              |                                              |
| 30 juin 2014 · 18 h 00 · Historique des rencontres | Pogba 79e · Yobo 90+2e (csc) | (0 – 0) |         | Spectateurs : 67 882 Arbitrage : Mark Geiger | Spectateurs : 67 882 Arbitrage : Mark Geiger |
| 30 juin 2014 · 18 h 00 · Historique des rencontres | Rapport                      |         |         | Spectateurs : 67 882 Arbitrage : Mark Geiger | Spectateurs : 67 882 Arbitrage : Mark Geiger |

| Coupe du monde 2014 - Quarts de finale               | France  | 0 – 1   | Allemagne   | Stade Maracanã Rio de Janeiro, Brésil          |                                                |
| 4 juillet 2014 · 18 h 00 · Historique des rencontres |         | (0 – 1) | 13e Hummels | Spectateurs : 74 240 Arbitrage : Néstor Pitana | Spectateurs : 74 240 Arbitrage : Néstor Pitana |
| 4 juillet 2014 · 18 h 00 · Historique des rencontres | Rapport |         |             | Spectateurs : 74 240 Arbitrage : Néstor Pitana | Spectateurs : 74 240 Arbitrage : Néstor Pitana |

| Match amical                                           | France   | 1 – 0   | Espagne | Stade de France Saint-Denis, France          |                                              |
| 4 septembre 2014 · 21 h 00 · Historique des rencontres | Rémy 74e | (0 – 0) |         | Spectateurs : 79 000 Arbitrage : Alain Bieri | Spectateurs : 79 000 Arbitrage : Alain Bieri |
| 4 septembre 2014 · 21 h 00 · Historique des rencontres | Rapport  |         |         | Spectateurs : 79 000 Arbitrage : Alain Bieri | Spectateurs : 79 000 Arbitrage : Alain Bieri |

| Match amical                                           | Serbie      | 1 – 1   | France    | Stade du Partizan Belgrade, Serbie              |                                                 |
| 7 septembre 2014 · 20 h 45 · Historique des rencontres | Kolarov 80e | (1 – 0) | 14e Pogba | Spectateurs : 12 000 Arbitrage : Wolfgang Stark | Spectateurs : 12 000 Arbitrage : Wolfgang Stark |
| 7 septembre 2014 · 20 h 45 · Historique des rencontres | Rapport     |         |           | Spectateurs : 12 000 Arbitrage : Wolfgang Stark | Spectateurs : 12 000 Arbitrage : Wolfgang Stark |

| Match amical                                          | France                 | 2 – 1   | Portugal            | Stade de France Saint-Denis, France               |                                                   |
| 11 octobre 2014 · 20 h 45 · Historique des rencontres | Benzema 3e · Pogba 69e | (1 – 0) | 77e (pen.) Quaresma | Spectateurs : 78 000 Arbitrage : Szymon Marciniak | Spectateurs : 78 000 Arbitrage : Szymon Marciniak |
| 11 octobre 2014 · 20 h 45 · Historique des rencontres | Rapport                |         |                     | Spectateurs : 78 000 Arbitrage : Szymon Marciniak | Spectateurs : 78 000 Arbitrage : Szymon Marciniak |

| Match amical                                          | Arménie | 0 – 3   | France                                      | Stade Hrazdan Erevan, Arménie                      |                                                    |
| 14 octobre 2014 · 18 h 00 · Historique des rencontres |         | (0 – 1) | 8e Rémy · 56e (pen.) Gignac · 84e Griezmann | Spectateurs : 11 000 Arbitrage : Jovan Kaluđerović | Spectateurs : 11 000 Arbitrage : Jovan Kaluđerović |

| Match amical                                           | France        | 1 – 1   | Albanie    | Stade de la route de Lorient Rennes, France       |                                                   |
| 14 novembre 2014 · 20 h 45 · Historique des rencontres | Griezmann 73e | (0 – 1) | 40e Mavraj | Spectateurs : 26 527 Arbitrage : Miroslav Zelinka | Spectateurs : 26 527 Arbitrage : Miroslav Zelinka |

| Match amical                                           | France     | 1 – 0   | Suède | Stade Vélodrome Marseille, France                  |                                                    |
| 18 novembre 2014 · 21 h 00 · Historique des rencontres | Varane 84e | (0 – 0) |       | Spectateurs : 60 000 Arbitrage : Jesus Gil Manzano | Spectateurs : 60 000 Arbitrage : Jesus Gil Manzano |

### Temps de jeu des joueurs
| Joueurs                                      |    |    |    |    |    |    |    |    |    |    |    |    |    |    |    |
| Gardiens de but                              |    |    |    |    |    |    |    |    |    |    |    |    |    |    |    |
| Hugo Lloris (Tottenham Hotspur)              | 90 |    | 90 | 90 | 90 | 90 | 90 | 90 | 90 | 90 | 90 |    |    | 90 |    |
| Steve Mandanda (Olympique de Marseille)      |    |    |    |    |    |    |    |    |    |    |    | 90 | 90 |    | 90 |
| Stéphane Ruffier (AS Saint-Étienne)          |    | 90 |    |    |    |    |    |    |    |    |    |    |    |    |    |
| Défenseurs                                   |    |    |    |    |    |    |    |    |    |    |    |    |    |    |    |
| Raphaël Varane (Real Madrid)                 | 90 |    |    | 90 | 90 | 90 | 29 | 90 | 90 | 90 | 90 | 90 | 90 | 90 | 90 |
| Eliaquim Mangala (Manchester City)           | 90 |    | 45 |    |    |    |    |    |    |    |    | 90 |    |    | 90 |
| Mathieu Debuchy (Arsenal FC)                 | 87 | 90 |    | 45 | 90 | 90 |    | 90 | 90 | 90 |    |    |    |    |    |
| Patrice Évra (Juventus)                      | 45 | 45 | 90 | 90 | 90 | 90 |    | 90 | 90 | 67 |    | 90 |    |    |    |
| Lucas Digne (Paris Saint-Germain)            | 45 | 45 |    |    |    |    | 90 |    |    | 23 | 90 |    | 90 | 70 | 12 |
| Bacary Sagna (Manchester City)               | 3  |    | 90 | 45 |    |    | 90 |    |    |    | 90 | 90 |    |    | 90 |
| Mamadou Sakho (Liverpool FC)                 |    | 90 | 45 | 90 | 90 | 66 | 61 |    | 72 | 90 |    |    |    |    |    |
| Laurent Koscielny (Arsenal FC)               |    | 90 | 90 |    |    | 24 | 90 | 90 | 18 |    |    |    |    |    |    |
| Jérémy Mathieu (FC Barcelone)                |    |    |    |    |    |    |    |    |    |    | 90 |    | 90 |    |    |
| Christophe Jallet (Olympique lyonnais)       |    |    |    |    |    |    |    |    |    |    |    |    | 90 | 90 |    |
| Mapou Yanga-Mbiwa (AS Roma)                  |    |    |    |    |    |    |    |    |    |    |    |    |    | 90 |    |
| Layvin Kurzawa (AS Monaco)                   |    |    |    |    |    |    |    |    |    |    |    |    |    | 20 | 78 |
| Milieux                                      |    |    |    |    |    |    |    |    |    |    |    |    |    |    |    |
| Yohan Cabaye (Paris Saint-Germain)           | 90 | 80 | 45 | 59 | 65 | 90 |    | 90 | 73 | 23 | 90 | 71 |    | 59 |    |
| Blaise Matuidi (Paris Saint-Germain)         | 90 | 74 | 64 | 72 | 90 | 90 | 67 | 90 | 90 | 67 | 17 | 90 | 45 |    |    |
| Paul Pogba (Juventus Turin)                  | 81 | 45 | 90 | 18 | 57 | 27 | 90 | 90 | 90 | 90 | 74 | 90 | 45 | 90 | 90 |
| Mathieu Valbuena (Dynamo Moscou)             | 63 | 70 | 72 | 80 | 78 | 82 |    | 90 | 84 | 74 | 8  | 58 | 17 | 85 | 68 |
| Moussa Sissoko (Newcastle United)            | 9  | 45 | 18 | 90 | 33 | 90 | 90 | 0  |    | 78 | 82 | 42 | 70 | 80 | 29 |
| Clément Grenier (Olympique lyonnais)         |    | 20 | 26 |    |    |    |    |    |    |    |    |    |    |    |    |
| Rio Mavuba (LOSC Lille)                      |    | 16 | 45 | 31 | 25 |    |    |    |    |    |    |    |    |    |    |
| Rémy Cabella (Newcastle United)              |    | 10 |    |    |    |    |    |    |    | 16 | 60 |    | 30 |    |    |
| Morgan Schneiderlin (Southampton)            |    |    |    | 3  |    |    | 90 |    |    | 12 | 90 | 6  | 90 | 10 |    |
| Dimitri Payet (Olympique de Marseille)       |    |    |    |    |    |    |    |    |    |    |    | 42 | 60 | 5  | 61 |
| Josuha Guilavogui (VfL Wolfsbourg)           |    |    |    |    |    |    |    |    |    |    |    |    |    |    | 86 |
| Maxime Gonalons (Olympique lyonnais)         |    |    |    |    |    |    |    |    |    |    |    |    |    |    | 4  |
| Attaquants                                   |    |    |    |    |    |    |    |    |    |    |    |    |    |    |    |
| Karim Benzema (Real Madrid)                  | 81 |    |    | 87 | 90 | 90 | 90 | 90 | 90 | 90 | 40 | 89 | 3  | 90 | 22 |
| Antoine Griezmann (Atlético Madrid)          | 68 | 65 | 26 | 19 | 90 | 8  | 79 | 28 | 90 | 58 |    | 84 | 30 | 31 | 90 |
| Franck Ribéry (Bayern Munich)                | 27 |    |    |    |    |    |    |    |    |    |    |    |    |    |    |
| Loïc Rémy (Chelsea FC)                       | 22 | 25 | 64 | 10 |    |    | 11 |    | 19 | 32 | 60 |    | 73 |    |    |
| Olivier Giroud (Arsenal FC)                  | 9  | 90 | 90 | 71 | 12 | 63 | 23 | 62 | 6  |    |    |    |    |    |    |
| Alexandre Lacazette (Olympique lyonnais)     |    |    |    |    |    |    |    |    |    |    | 40 |    |    | 69 | 22 |
| André-Pierre Gignac (Olympique de Marseille) |    |    |    |    |    |    |    |    |    |    |    | 2  | 87 | 21 | 68 |

### Buteurs
7 buts        
- Karim Benzema ( Pays-Bas,  Jamaïque x2 ,  Honduras x2 ,  Suisse,  Portugal)

5 buts      
- Antoine Griezmann ( Paraguay,  Jamaïque x2 ,  Arménie,  Albanie)

4 buts     
- Olivier Giroud ( Norvège x2 ,  Jamaïque,  Suisse)
- Blaise Matuidi ( Pays-Bas,  Jamaïque x2 ,  Suisse)
- Paul Pogba ( Norvège,  Nigeria,  Serbie,  Portugal)

3 buts    
- Loïc Rémy ( Norvège,  Espagne,  Arménie)

1 but  
- Yohan Cabaye ( Jamaïque)
- Mathieu Valbuena ( Suisse)
- Moussa Sissoko ( Suisse)
- André-Pierre Gignac ( Arménie)
- Raphaël Varane ( Suède)

CSC  
- Noel Valladares ( Honduras)
- Joseph Yobo ( Nigeria)

### Passeurs décisifs
6 passes
- Mathieu Valbuena  ( Pays-Bas pour Blaise Matuidi,  Norvège pour Paul Pogba et pour Olivier Giroud deux fois,  Suisse pour Olivier Giroud,  Espagne pour Loïc Rémy)
- Karim Benzema  ( Jamaïque pour Blaise Matuidi, Olivier Giroud et Antoine Griezmann,  Suisse pour Blaise Matuidi et pour Moussa Sissoko,  Portugal pour Paul Pogba)

2 passes
- Blaise Matuidi  ( Pays-Bas et  Jamaïque pour Karim Benzema)
- Olivier Giroud  ( Jamaïque pour Yohan Cabaye,  Suisse pour Mathieu Valbuena)
- André-Pierre Gignac  ( Arménie x2)

1 passe
- Laurent Koscielny  ( Paraguay pour Antoine Griezmann)
- Mathieu Debuchy  ( Norvège pour Loïc Rémy)
- Patrice Évra  ( Jamaïque pour Blaise Matuidi)
- Moussa Sissoko  ( Jamaïque pour Antoine Griezmann)
- Paul Pogba  ( Suisse pour Karim Benzema)
- Rémy Cabella  ( Serbie pour Paul Pogba)
- Antoine Griezmann ( Suède pour Raphaël Varane)

## Aspects socio-économiques

### Maillots
| Couleurs | Bleu et blanc |           |               |
| Marque   | Nike          |           |               |
| Domicile | Domicile Bis  | Extérieur | Extérieur Bis |

### Audiences télévisuelles
| Jour de diffusion | Match              | Compétition                         | Diffuseur | Téléspectateurs | Part d'audience | Références |
| 5 mars 2014       | France – Pays-Bas  | Amical                              | TF1       | 7 550 000       | 31,1 %          | [ 4 ]      |
| 27 mai 2014       | France – Norvège   | Amical                              | TF1       | 7 040 000       | 28,8 %          | [ 5 ]      |
| 1er juin 2014     | France – Paraguay  | Amical                              | TF1       | 7 430 000       | 31,0 %          | [ 6 ]      |
| 8 juin 2014       | France – Jamaïque  | Amical                              | TF1       | 7 120 000       | 33,6 %          | [ 7 ]      |
| 15 juin 2014      | France – Honduras  | Coupe du monde (Phase de groupe)    | TF1       | 15 841 000      | 57,0 %          | [ 8 ]      |
| 20 juin 2014      | Suisse – France    | Coupe du monde (Phase de groupe)    | TF1       | 16 700 000      | 62,0 %          | [ 9 ]      |
| 25 juin 2014      | Équateur – France  | Coupe du monde (Phase de groupe)    | TF1       | 14 650 000      | 62,0 %          | [ 10 ]     |
| 30 juin 2014      | France - Nigeria   | Coupe du monde (Huitième de finale) | TF1       | 16 000 000      | 69,5 %          | [ 11 ]     |
| 4 juillet 2014    | France - Allemagne | Coupe du monde (Quarts de finale)   | TF1       | 16 900 000      | 72,1 %          | [ 12 ]     |
| 4 septembre 2014  | France - Espagne   | Amical                              | TF1       | 6 291 000       | 28,2 %          | [ 13 ]     |
| 7 septembre 2014  | Serbie - France    | Amical                              | TF1       | 5 540 000       | 23,2 %          | [ 14 ]     |
| 11 octobre 2014   | France - Portugal  | Amical                              | TF1       | 6 885 000       | 30,4 %          | [ 15 ]     |
| 14 octobre 2014   | Arménie - France   | Amical                              | TF1       | 4 300 000       | 27,0 %          | [ 16 ]     |
| 14 novembre 2014  | France - Albanie   | Amical                              | TF1       | 5 796 000       | 22,5 %          | [ 17 ]     |